# Stanley McMeekan
Stanley McMeekan, né le 7 mars 1925, à Birmingham, en Angleterre et décédé le 6 octobre 1971, à Solihull, est un ancien joueur britannique de basket-ball. Il est le frère jumeau de Sydney McMeekan.